# Super Bowl VIII
El Super Bowl VIII fue el nombre que se le dio al partido de Fútbol americano que definió al campeón de la temporada 1973-74 de la NFL. El partido se disputó el 13 de enero de 1974 en el estadio Rice Stadium de la ciudad de Houston, Texas. Enfrentó al campeón de la NFC. los Minnesota Vikings y al campeón de la AFC, los Miami Dolphins. El título quedó en manos de los Miami Dolphins quienes ganaron 24-7 y de esta manera obtuvieron su segundo título de Super Bowl, además de forma consecutiva, ya que habían ganado un año antes el Super Bowl VII, también era su tercer juego de Super Bowl seguido (1971, 1975).

## Resumen del partido
El primer cuarto del Super Bowl VIII empezó con el dominio de los Dolphins, de Miami quienes anotaron rápidamente con un acarreo de 5 yardas de Larry Csonka. Luego Jim Kiick en una carrera de una yarda estiraba la ventaja de los Miami Dolphins, quienes en el segundo cuarto con un gol de campo de 28 yardas de Garo Yepremian se iban al descanso 17-0. En el tercer cuarto otra vez Larry Csonka anotaba con un acarreo de 2 yardas. En el último cuarto los Vikings descontarían con una cerrera de 4 yardas de Fran Tarkenton. De esta forma el Super Bowl VIII terminaba 24-7 a favor de los Miami Dolphins quienes lograban su segundo título consecutivo en el Super Bowl. Larry Csonka fue el jugador más valioso con 33 acarreos para 145 yardas (nueva marca en el Super Bowl) y 2 anotaciones.